# Batalha do Drina
A Batalha do Drina foi uma batalha da Primeira Guerra Mundial que durou de 6 de setembro a 4 de outubro de 1914. A batalha terminou com uma vitória austro-húngara sobre a Sérvia.

## Antecedentes
Após perder a Batalha de Cer em agosto de 1914, o exército austro-húngaro recuou para a Bósnia e a Sírmia, na região do Rio Drina. Sob pressão dos seus aliados, a Sérvia conduziu uma ofensiva limitada através do Rio Sava para invadir a Sírmia austro-húngara.
Com a maioria de suas forças na Bósnia, o general Potiorek decidiu que o melhor jeito de parar a ofensiva era invadir a Sérvia novamente, forçando os oponentes a retornarem para defender seu território.

## A Ofensiva
Os austro-húngaros atacaram pelo oeste em 7 de setembro, dessa vez com a Quinta Armada em Mačva e a Sexta Armada, ao sul. O ataque inicial, realizado pela Quinta Armada Austro-Húngara, foi repelido pela Segunda Armada Sérvia, com os austro-húngaros sofrendo 4.000 baixas, mas a Sexta Armada Austro-Húngara conseguiu surpreender a Terceira Armada Sérvia.
Após algumas unidades da Segunda Armada Sérvia terem sido enviadas para ajudar a Terceira, a Quinta Armada Austro-Húngara conseguiu estabelecer uma cabeça de ponte com um novo ataque. Naquele momento, o Marechal Radomir Putnik tinha retirado da Sírmia a Primeira Armada (apesar da grande oposição popular) e a usado para contra-atacar a Sexta Armada Austro-Húngara, que inicialmente se saiu bem, mas entrou em uma luta sangrenta pelo pico do Monte Jagodnja, no qual os dois lados sofreram perdas imensas em ataques frontais e contra-ataques sucessivos. Duas divisões sérvias perderam aproximadamente 11.000 homens, enquanto as perdas austro-húngaras foram provavelmente comparáveis.
O Marechal Putnik ordenou um recuo para as montanhas circundantes, o Fronte se estabeleceu em um mês de guerra de trincheiras, o que foi altamente desfavorável para os sérvios, que estavam com estoques inferiores de artilharia pesada e munição. A maioria do material de combate era fornecido pelos Aliados, apesar de não terem muito para fornecer. Naquela situação, a munição da artilharia sérvia acabou rapidamente, enquanto os austro-húngaros continuavam a atacar em ritmo cada vez maior. As baixas diárias dos sérvios chegavam a 100 soldados em algumas divisões. No fim de outubro, o exército sérvio foi forçado a recuar, e depois se reagrupou para a Batalha de Kolubara.